# Konnotat
Der Ausdruck Konnotat (lateinisch connotare, mit bezeichnen) (Gegenbegriff: Denotat) bezeichnet wie der bedeutungsähnliche Ausdruck Konnotation (Gegenbegriff: Denotation) zum einen (zumeist in der Logik) den vom Sprecher/vom Wort bezeichneten Begriffsinhalt und zum anderen (zumeist in der Sprachwissenschaft) die konnotative Nebenbedeutung eines sprachlichen Ausdrucks.
Die genauere Bestimmung des Ausdrucks Konnotat im Sinne von Nebenbedeutung ist diffus. Das Konnotat soll Teil des „Wortinhalts“ sein, wird aber als nicht rein begrifflicher Inhalt betrachtet. Gemeint sind jedenfalls die „emotionalen und assoziativen Nebenbedeutungen“.
Das Konnotat kann stereotyp oder auch höchst individuell (idiosynkratisch) sein und von der zufälligen Erlebnisbiographie und Erfahrungswelt abhängen.

## Beispiele
- Der Ausdruck Sonne verbindet sich als Konnotat mit der Vorstellung „Urlaub“.
- Der Ausdruck Krebs mit plötzlich überraschend auftretend, schmerzhaft, lebensbedrohend, an Krebs verstorbener Onkel.